# Johanna Melzer

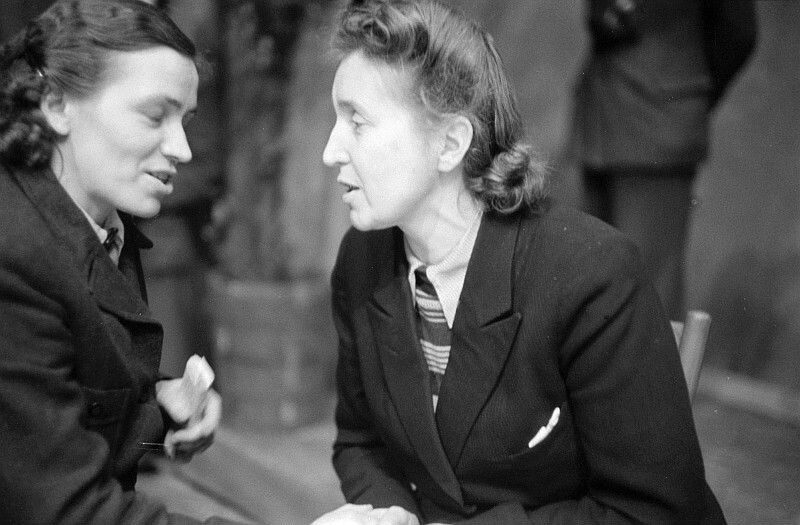
Johanna Melzer 1947 (rechts)

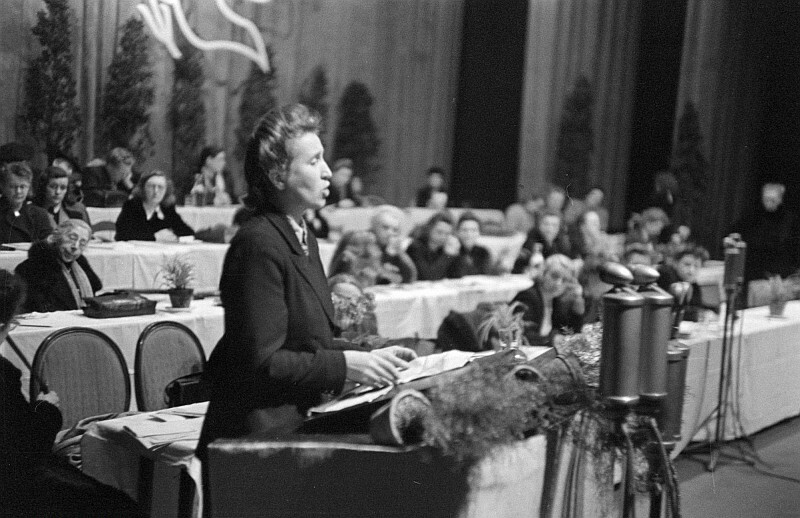
Johanna Melzer 1947 als Rednerin auf dem Gründungskongress des DFD

Johanna Melzer (* 7. August 1904 in Oberwaldenburg; † 3. Oktober 1960 in Berlin) war Abgeordnete und Funktionärin der KPD und Widerstandskämpferin im Ruhrgebiet.

## Leben
1918 besuchte Melzer die Handelsschule, im Jahr 1923 wurde sie Mitglied des Kommunistischen Jugendverbands Deutschland. Ein Jahr darauf wurde sie Mitglied der KPD sowie Mitglied der Bezirksleitung im Ruhrgebiet, ab 1930 war sie dann auch Mitglied der Bezirksleitung Erfurt. Wegen illegaler Tätigkeiten in Dortmund/Ruhrgebiet während des Jahres 1933 erfolgte am 26. August 1934 ihre Verhaftung. Im Jahr 1935 wurde sie im anschließenden Prozess zu 15 Jahren Zuchthaus wegen Vorbereitung zum Hochverrat verurteilt. Zwischen dem 19. März 1935 und 1945 war Melzer zehn Jahre lang zunächst in der Strafanstalt Ziegenhain und dann im Frauenzuchthaus Cottbus inhaftiert und bekam den Namen „Eiserne Johanna“, da sie beharrlich schwieg und keine belastenden Aussagen machte, obwohl sie Wochen in Handfesseln gehalten wurde.
Nach ihrer Entlassung ging sie bis 1946 einer Tätigkeit in Thüringen nach, bevor sie im selben Jahr nach Dortmund zurückkehrte und dort Mitglied der Bezirksleitung der KPD Ruhr wurde. Von 1947 bis 1950 war Johanna Melzer Mitglied des Landtages Nordrhein-Westfalen. Sie war zudem 1947 in Ost-Berlin Mitbegründerin des Demokratischen Frauenbunds Deutschlands (DFD) und Mitglied des Bundesvorstandes. „Wegen ihres Engagements gegen die Re-Militarisierung der BRD hatte sich Johanna Melzer 1952 erneut einem Gerichtsverfahren zu stellen. Sie wurde beschuldigt, Flugblätter mit der Überschrift ‚Alliierter Plan für Wehrmacht fertig‘ gedruckt zu haben, in denen zur Durchführung einer Volksbefragung aufgerufen wurde. 1953 entzog sie sich einem erneuten Haftbefehl, bevor sie 1956 in die DDR übersiedelte.“
Die Beisetzung von Johanna Melzer erfolgte 1960 auf eigenen Wunsch auf dem Friedhof von Herringen in einem Urnengrab neben dem Widerstandskämpfer Albert Funk.

## Ehrungen
Zu Ehren von Johanna Melzer und der Widerstandskämpferin Martha Gillessen benannte die Stadt Dortmund 1989 zwei Straßen im Hafenviertel.